# NBA Coach of the Year Award
NBA Coach of the Year är ett pris som delas ut i basketligan NBA till den bästa coachen under året. 
Priset kallas även Red Auerbach Trophy efter Red Auerbach, som vann priset säsongen 1964/1965.

## Vinnare
| Fetstil | Lag som blev NBA-mästare samma säsong |
| V–F     | Vinster–förluster under säsongen      |
| Vinst%  | Vinstprocent under säsongen           |

| Säsong    | Coach                  | Nationalitet | Lag                     | V–F   | Vinst% |
| --------- | ---------------------- | ------------ | ----------------------- | ----- | ------ |
| 1962/1963 | Harry Gallatin         | USA          | St. Louis Hawks         | 48–32 | .600   |
| 1963/1964 | Alex Hannum            | USA          | San Francisco Warriors  | 48–32 | .600   |
| 1964/1965 | Red Auerbach           | USA          | Boston Celtics          | 62–18 | .775   |
| 1965/1966 | Dolph Schayes          | USA          | Philadelphia 76ers      | 55–25 | .688   |
| 1966/1967 | Johnny Kerr            | USA          | Chicago Bulls           | 33–48 | .407   |
| 1967/1968 | Richie Guerin          | USA          | St. Louis Hawks         | 56–26 | .683   |
| 1968/1969 | Gene Shue              | USA          | Baltimore Bullets       | 57–25 | .695   |
| 1969/1970 | Red Holzman            | USA          | New York Knicks         | 60–22 | .732   |
| 1970/1971 | Dick Motta             | USA          | Chicago Bulls           | 51–31 | .622   |
| 1971/1972 | Bill Sharman           | USA          | Los Angeles Lakers      | 69–13 | .841   |
| 1972/1973 | Tom Heinsohn           | USA          | Boston Celtics          | 68–14 | .829   |
| 1973/1974 | Ray Scott              | USA          | Detroit Pistons         | 52–30 | .634   |
| 1974/1975 | Phil Johnson           | USA          | Kansas City-Omaha Kings | 44–38 | .537   |
| 1975/1976 | Bill Fitch             | USA          | Cleveland Cavaliers     | 49–33 | .598   |
| 1976/1977 | Tom Nissalke           | USA          | Houston Rockets         | 49–33 | .598   |
| 1977/1978 | Hubie Brown            | USA          | Atlanta Hawks           | 41–41 | .500   |
| 1978/1979 | Cotton Fitzsimmons     | USA          | Kansas City Kings       | 48–34 | .585   |
| 1979/1980 | Bill Fitch (2)         | USA          | Boston Celtics          | 61–21 | .744   |
| 1980/1981 | Jack McKinney          | USA          | Indiana Pacers          | 44–38 | .537   |
| 1981/1982 | Gene Shue (2)          | USA          | Washington Bullets      | 43–39 | .524   |
| 1982/1983 | Don Nelson             | USA          | Milwaukee Bucks         | 51–31 | .622   |
| 1983/1984 | Frank Layden           | USA          | Utah Jazz               | 45–37 | .549   |
| 1984/1985 | Don Nelson (2)         | USA          | Milwaukee Bucks         | 59–23 | .720   |
| 1985/1986 | Mike Fratello          | USA          | Atlanta Hawks           | 50–32 | .610   |
| 1986/1987 | Mike Schuler           | USA          | Portland Trail Blazers  | 49–33 | .598   |
| 1987/1988 | Doug Moe               | USA          | Denver Nuggets          | 54–28 | .659   |
| 1988/1989 | Cotton Fitzsimmons (2) | USA          | Phoenix Suns            | 55–27 | .671   |
| 1989/1990 | Pat Riley              | USA          | Los Angeles Lakers      | 63–19 | .768   |
| 1990/1991 | Don Chaney             | USA          | Houston Rockets         | 52–30 | .634   |
| 1991/1992 | Don Nelson (3)         | USA          | Golden State Warriors   | 55–27 | .671   |
| 1992/1993 | Pat Riley (2)          | USA          | New York Knicks         | 60–22 | .732   |
| 1993/1994 | Lenny Wilkens          | USA          | Atlanta Hawks           | 57–25 | .695   |
| 1994/1995 | Del Harris             | USA          | Los Angeles Lakers      | 48–34 | .585   |
| 1995/1996 | Phil Jackson           | USA          | Chicago Bulls           | 72–10 | .878   |
| 1996/1997 | Pat Riley (3)          | USA          | Miami Heat              | 61–21 | .744   |
| 1997/1998 | Larry Bird             | USA          | Indiana Pacers          | 58–24 | .707   |
| 1998/1999 | Mike Dunleavy          | USA          | Portland Trail Blazers  | 35–15 | .700   |
| 1999/2000 | Doc Rivers             | USA          | Orlando Magic           | 41–41 | .500   |
| 2000/2001 | Larry Brown            | USA          | Philadelphia 76ers      | 56–26 | .683   |
| 2001/2002 | Rick Carlisle          | USA          | Detroit Pistons         | 50–32 | .610   |
| 2002/2003 | Gregg Popovich         | USA          | San Antonio Spurs       | 60–22 | .732   |
| 2003/2004 | Hubie Brown (2)        | USA          | Memphis Grizzlies       | 50–32 | .610   |
| 2004/2005 | Mike D'Antoni          | USA          | Phoenix Suns            | 62–20 | .756   |
| 2005/2006 | Avery Johnson          | USA          | Dallas Mavericks        | 60–22 | .732   |
| 2006/2007 | Sam Mitchell           | USA          | Toronto Raptors         | 47–35 | .573   |
| 2007/2008 | Byron Scott            | USA          | New Orleans Hornets     | 56–26 | .683   |
| 2008/2009 | Mike Brown             | USA          | Cleveland Cavaliers     | 66–16 | .805   |
| 2009/2010 | Scott Brooks           | USA          | Oklahoma City Thunder   | 50–32 | .610   |
| 2010/2011 | Tom Thibodeau          | USA          | Chicago Bulls           | 62–20 | .756   |
| 2011/2012 | Gregg Popovich (2)     | USA          | San Antonio Spurs       | 50–16 | .758   |
| 2012/2013 | George Karl            | USA          | Denver Nuggets          | 57–25 | .695   |
| 2013/2014 | Gregg Popovich (3)     | USA          | San Antonio Spurs       | 62–20 | .756   |
| 2014/2015 | Mike Budenholzer       | USA          | Atlanta Hawks           | 60–22 | .732   |
| 2015/2016 | Steve Kerr             | USA          | Golden State Warriors   | 73–9  | .890   |
| 2016/2017 | Mike D'Antoni (2)      | USA          | Houston Rockets         | 55–27 | .670   |
| 2017/2018 | Dwane Casey            | USA          | Toronto Raptors         | 59–23 | .720   |
| 2018/2019 | Mike Budenholzer (2)   | USA          | Milwaukee Bucks         | 60–22 | .732   |
| 2019/2020 | Nick Nurse             | USA          | Toronto Raptors         | 46–18 | .719   |
| 2020/2021 | Tom Thibodeau (2)      | USA          | New York Knicks         | 41–31 | .569   |
| 2021/2022 | Monty Williams         | USA          | Phoenix Suns            | 64-18 | .780   |